# 新吉町
新吉町（しんよしちょう）は、愛知県豊橋市の地名。

## 地理
豊橋市中央部に位置する。東は中世古町、西は大手町・神明町、南は吉田町、北は呉服町・曲尺手町に接する。

## 歴史

### 町名の由来
新川町の「新」と吉屋町の「吉」による。

### 人口の変遷
国勢調査による人口および世帯数の推移。
| 1995年（平成7年）  | 203世帯 551人 |  |
| 2000年（平成12年） | 191世帯 473人 |  |
| 2005年（平成17年） | 174世帯 405人 |  |
| 2010年（平成22年） | 150世帯 326人 |  |
| 2015年（平成27年） | 108世帯 240人 |  |

### 沿革
- 1958年（昭和33年）9月12日 - 吉屋町・新川町・中世古町・呉服町・曲尺手町の各一部より、新吉町が成立[2][3]。

## 交通
- 広小路通り[1]

## 施設
- 豊橋市立新吉保育園[1]

1971年（昭和46年）開園、2025年（令和7年）3月閉園し、つつじが丘保育園として移転
- 豊橋中央幼稚園[1]
- 豊川信用金庫豊橋支店
- 曹洞宗龍拈寺[1]
- 豊橋閣日進禅寺[1]
- 盛涼院[1]
- 長養院[1]
- 悟慶院[1]

- 龍拈寺
- 豊橋閣日進禅寺

### WEB
1. ↑  “愛知県豊橋市の町丁・字一覧”.   人口統計ラボ. 2023年4月13日閲覧。
2. ↑  総務省統計局 (2017年1月27日). “平成27年国勢調査の調査結果(e-Stat) - 男女別人口及び世帯数 －町丁・字等” (CSV). 2021年7月21日閲覧。
3. ↑  “愛知県豊橋市の郵便番号一覧”.   日本郵便. 2023年4月13日閲覧。
4. ↑  “市外局番の一覧” (PDF).   総務省 (2022年3月1日). 2022年3月22日閲覧。
5. ↑  総務省統計局 (2014年3月28日). “平成7年国勢調査の調査結果(e-Stat) - 男女別人口及び世帯数 －町丁・字等” (CSV). 2021年7月20日閲覧。
6. ↑  総務省統計局 (2014年5月30日). “平成12年国勢調査の調査結果(e-Stat) - 男女別人口及び世帯数 －町丁・字等” (CSV). 2021年7月20日閲覧。
7. ↑  総務省統計局 (2014年6月27日). “平成17年国勢調査の調査結果(e-Stat) - 男女別人口及び世帯数 －町丁・字等” (CSV). 2021年7月21日閲覧。
8. ↑  総務省統計局 (2012年1月20日). “平成22年国勢調査の調査結果(e-Stat) - 男女別人口及び世帯数 －町丁・字等” (CSV). 2021年7月21日閲覧。
9. ↑  総務省統計局 (2017年1月27日). “平成27年国勢調査の調査結果(e-Stat) - 男女別人口及び世帯数 －町丁・字等” (CSV). 2021年7月21日閲覧。

### 書籍
1. 1 2 3 4 5 6 7 8 9 10  「角川日本地名大辞典」編纂委員会 1989, p. 1789.

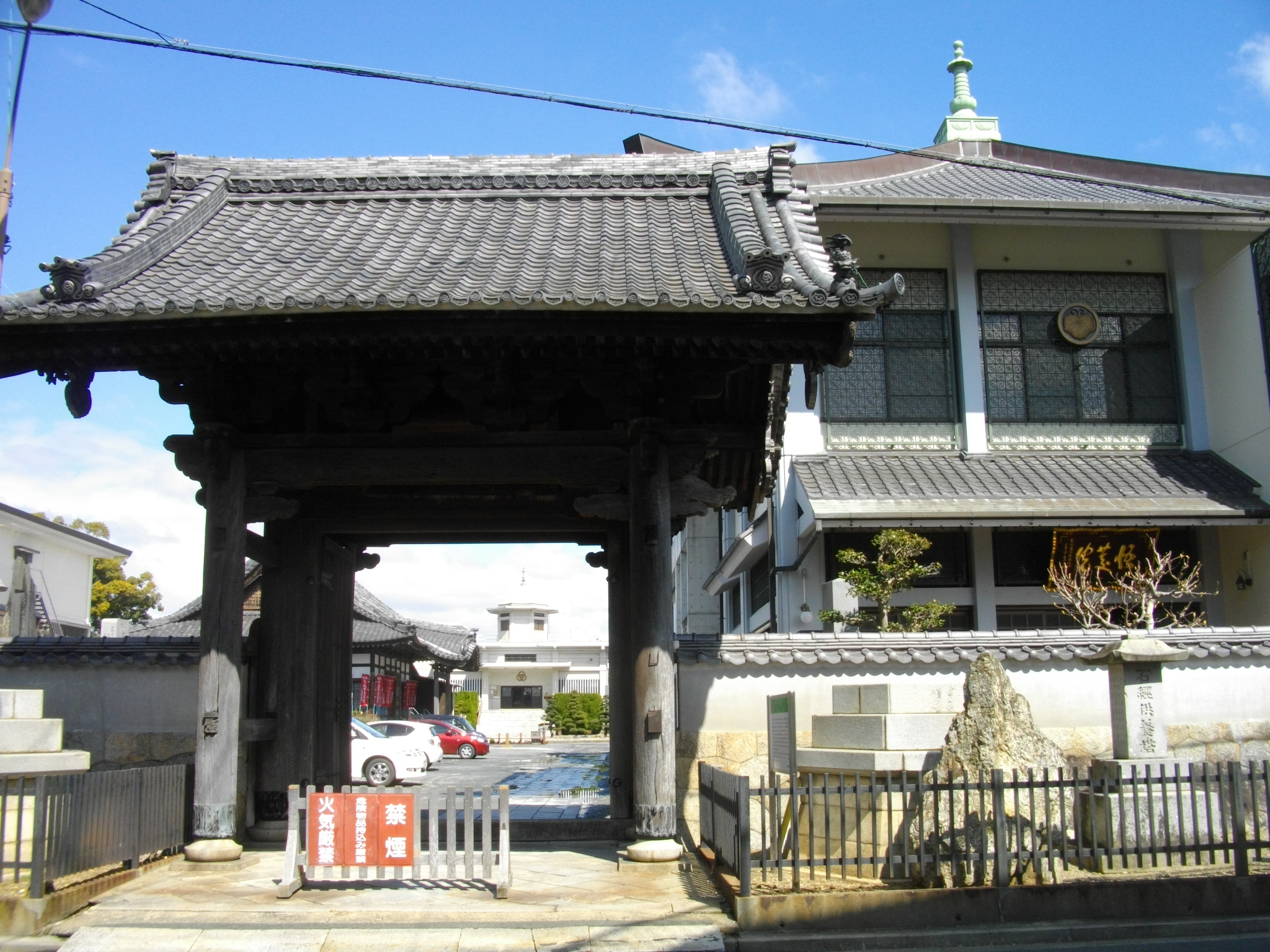
龍拈寺
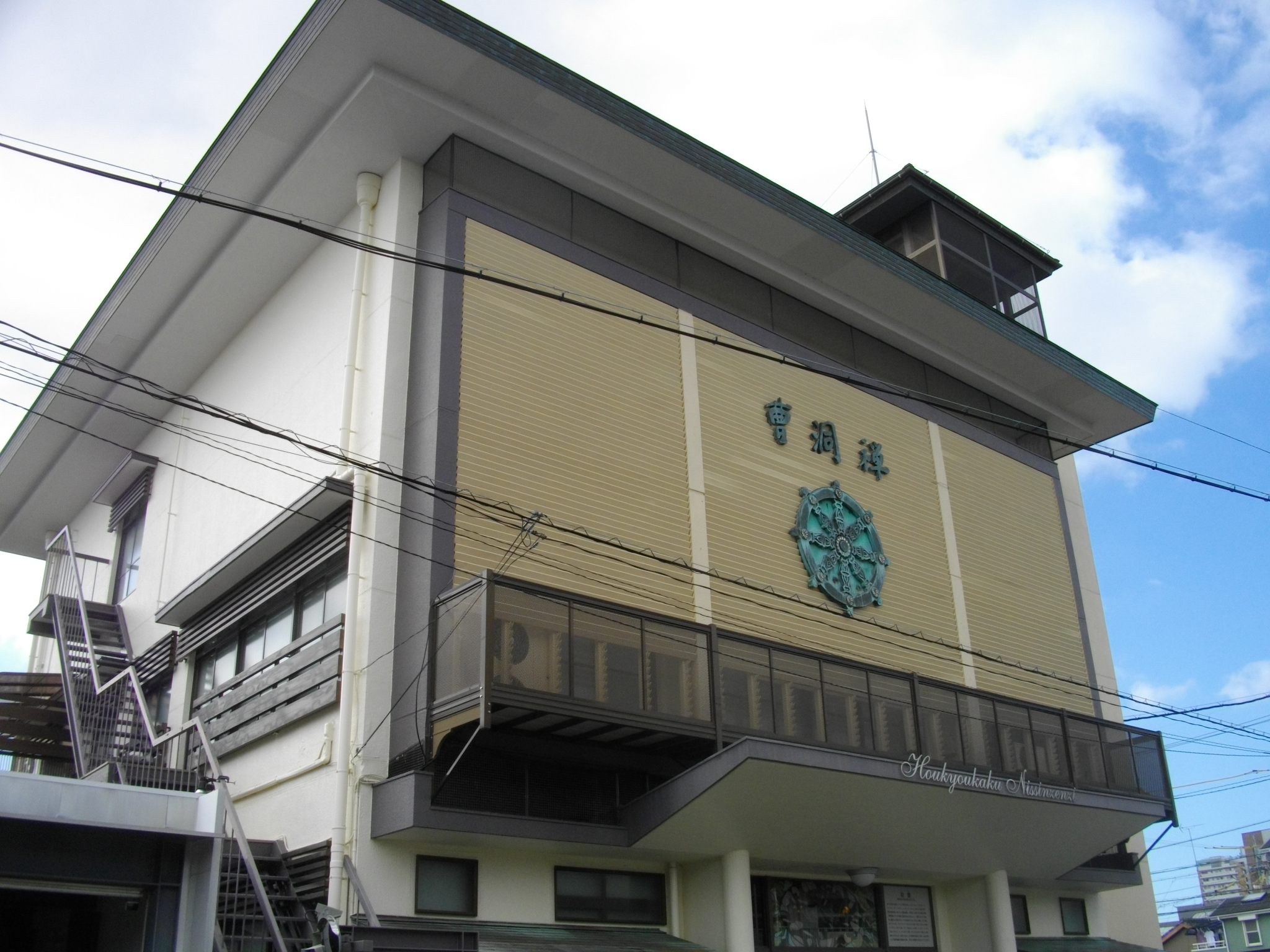
豊橋閣日進禅寺

2. 1 2  「角川日本地名大辞典」編纂委員会 1989, p. 719.
3. ↑  吉川利明 1976, p. 54.
4. ↑  岸侑輝『ありがとう新吉保育園 豊橋で閉園式 園児や保護者ら別れ惜しむ つつじが丘に新築移転』東愛知新聞、2025年3月28日7面。